# Nicolaas Bloembergen
Nicolaas Bloembergen (født 11. marts 1920 i Dordrecht, Holland, død 5. september 2017) var en hollandsk-amerikansk fysiker og modtager af Nobelprisen i fysik i 1981.
Bloembergen tog en ph.d. i 1948 fra universitetet i Leiden, og undervejs hertil havde han studeret på Harvard University i USA under Edward Mills Purcell. Snart efter ph.d.'en vendte han tilbage til Harvard, hvor han endte som professor. Nicolaas Bloembergen har blandt andet forsket i anvendelse af laser til undersøgelse af stoffers egenskaber i form af spektroskopi. For dette arbejde modtog han Nobelprisen i 1981 sammen med med Arthur Schawlow, som han arbejdede tæt sammen med, og Kai Siegbahn. Bloembergen har også arbejdet på at forbedre maseren.
Han fik amerikansk statsborgerskab i 1958.